# Chelemys megalonyx
Chelemys megalonyx is een zoogdier uit de familie van de Cricetidae. De wetenschappelijke naam van de soort werd voor het eerst geldig gepubliceerd door George Robert Waterhouse in 1845.

## Voorkomen
De soort komt voor in Chili.